# Monte di Procida
Monte di Procida é uma comuna italiana da região da Campania, província de Nápoles, com cerca de 12.838 habitantes. Estende-se por uma área de 3 km², tendo uma densidade populacional de 4.279 hab/km². Faz fronteira com Bacoli.

## Demografia
| Variação demográfica do município entre 1861 e 2011                               |
|                                                                                   |
| Fonte: Istituto Nazionale di Statistica (ISTAT) - Elaboração gráfica da Wikipedia |